# Stazione di Falciano-Mondragone-Carinola
Stazione di Falciano-Mondragone-Carinola vasútállomás Olaszországban, Falciano del Massico településen.

## Vasútvonalak
Az állomást az alábbi vasútvonalak érintik:
- Róma–Formia–Nápoly-vasútvonal

## Kapcsolódó állomások
A vasútállomáshoz az alábbi állomások vannak a legközelebb:
- Stazione di Cancello Arnone